# Ernst Lichtenstein
August Hermann Ernst Lichtenstein (ur. 13 grudnia 1900 w Braniewie w Prusach Wschodnich, zm. 20 stycznia 1971 w Münster) – niemiecki pedagog.

## Życiorys
Urodził się w Braniewie przy Marktstraße 9, w rodzinie Waltera Conrada, pochodzącego z Królewca właściciela wytwórni alkoholi i handlowca, oraz jego pierwszej żony Marthy Austen, córki kupca z Braniewa. Nauki pobierał w gimnazjum w rodzinnym mieście, które ukończył w 1921 uzyskując maturę.  W 1919 był żołnierzem Bałtyckiego Freikorpsu. Studiował filozofię, teologię ewangelicką, germanistykę, historię i socjologię w Monachium, Heidelbergu, Kolonii i Królewcu. W 1924 uzyskał nagrodę im. Immanuela Kanta (Kantpreis) Uniwersytetu Albrechta. W wieku zaledwie 24 lat, 18 kwietnia 1925, uzyskał stopień doktora filozofii na podstawie pracy Die Wertprinzipien in Fichtes Geschichtsphilosophie na Uniwersytecie w Królewcu. Pracę obronił na ocenę bardzo dobrą. Pracował jako nauczyciel w Prusach Wschodnich, od 1932 w niemieckiej szkole w Atenach (Deutsche Schule Athen). W 1935 był lektorem w Niemieckiej Akademii w Kawali w Macedonii, następnie ponownie w Atenach. W 1947 habilitował się na Uniwersytecie w Monachium, w 1949 został profesorem w Monachium, w 1952 był profesorem w Erlangen, w 1955 został profesorem zwyczajnym pedagogiki w Münster, jako następca prof. Alfreda Petzelta.
W swojej działalności naukowej zajmował się podstawowymi zagadnieniami z zakresu pedagogiki oraz historią kształcenia.
Ernst Lichtenstein w okresie rządów narodowego socjalizmu był prześladowany przez reżim jako mischling II stopnia – czyli osoba mająca w swoim drzewie genealogicznym jednego żydowskiego dziadka – pochodzenie żydowskie miał ze strony ojca, matka była ewangeliczką. Prześladowaniom poddana była również cała jego rodzina ze strony ojca i poddana zagładzie, ojciec został doprowadzony przez reżim do śmierci samobójczej w 1937, brat wysłany na roboty przymusowe, gdzie zaginął, wielu innych członków rodziny również uległo zagładzie. Ernst Lichtestein zawarł w 1937 małżeństwo z Friederike Hausleitner (z powodu swojego pochodzenia nie wolno mu się było ożenić z Niemką). W 1957 wstąpił w drugi związek małżeński z Ilse z domu Rother, również jak on sam profesor pedagogiki (Ilse Lichtenstein-Rother), z którą miał dwójkę dzieci: Emma (1937) i Elisabeth (1938).